# Кубок Львівської області з футболу
Кубок Львівської області з футболу — обласні футбольні змагання серед аматорських команд Львівщини. Проводиться під егідою Федерації футболу Львівської області.
Перший розіграш відбувся 1940 року. Починаючи з 2000 року турнір проходить протягом одного календарного року, до цього змагання стартували восени одного року, а завершувались весною наступного року.
Змагання за Кубок проходять за олімпійською системою (переможений вибуває із турніру), причому переможці в парах визначаються як в одному матчі, так і за сумою двох матчів (вдома та на виїзді). Якщо в основний час переможця не було визначено, то призначається додатковий час (два тайми по 15 хвилин), а якщо і він завершується внічию, то пробивається серія післяматчевих пенальті.

## Усі переможці
| Сезон                 | Володар                                     | Фіналіст                        | Рахунок                                 |
| --------------------- | ------------------------------------------- | ------------------------------- | --------------------------------------- |
| 1940                  | «Спартак» (Львів)                           | «Мотор» (Львів)                 | 5:1                                     |
| 1945                  | Бібрський район                             | ?                               | ?                                       |
| 1946                  | Ймовірно не відбувся                        |                                 |                                         |
| 1947                  | Ймовірно не відбувся                        |                                 |                                         |
| 1948                  | Ймовірно не відбувся                        |                                 |                                         |
| 1949                  | «Харчовик» (Винники)                        | «Колгоспник» (Бібрка)           | 1:0                                     |
| 1950 (один варіант)   | «Харчовик» (Винники)                        | «Більшовик» (Золочів)           | 4:0                                     |
| 1950 (другий варіант) | «Більшовик» (Золочів)                       | «Колгоспник» (Бібрка)           | 3:1                                     |
| 1951                  | «Буревісник» (Городок)                      | «Харчовик» (Винники)            | ?:?                                     |
| 1952                  | «Іскра» (Золочів)                           | ?                               | ?:?                                     |
| 1953                  | «Харчовик» (Винники)                        | «Спартак» (Яворів)              | 5:2                                     |
| 1954                  | «Буревісник» (Городок) або «Динамо» (Львів) | ?                               | ?:?                                     |
| 1955                  | «Сільмаш» (Львів)                           | «Торпедо» (Львів)               | технічна перемога в результаті протесту |
| 1956                  | ?                                           | ?                               |                                         |
| 1957                  | «Червоний прапор» (Городок)                 | «Спартак» (Перемишляни)         | 8:0                                     |
| 1958                  | «Авангард» (Нестеров)                       | «Спартак» (Яворів)              | 2:1                                     |
| 1959                  | «Авангард» (Городок)                        | «Нафтовик» (Дрогобич)           | 3:3, 2:1 (перегравання)                 |
| 1960                  | «Зірка» (Яворів)                            | «Спартак» (Куликів)             | 2:1                                     |
| 1961                  | «Шахтар» (Сокаль)                           | Взуттєва фабрика № 3 (Львів)    | 2:2, 2:1 (перегравання)                 |
| 1962                  | «Сільмаш» (Львів)                           | «Авангард» (Винники)            | 1:0                                     |
| 1963                  | «Зірка» (Яворів)                            | «Авангард» (Борислав)           | 3:0                                     |
| 1964                  | «Промінь» (Львів)                           | «Зірка» (Яворів)                | 4:0                                     |
| 1965                  | ЛВВПУ РА і ВМФ (Львів)                      | «Сокіл» (Львів)                 | 2:1                                     |
| 1969                  | «Цементник» (Миколаїв)                      | ЛВВПУ РА і ВМФ (Львів)          | ?:?                                     |
| 1970                  | «Цементник» (Миколаїв)                      | «Сокіл» Ходорів                 | 2:1                                     |
| 1978                  | «Сокіл» (Львів)                             | «Торпедо» (Дрогобич) ‎           | 0:0, пен. 8:7                           |
| 1979                  | «Шахтар» (Червоноград)                      | «Сокіл» (Львів)                 | 2:1                                     |
| 1980                  |                                             |                                 |                                         |
| 1981                  | «Шахтар» (Червоноград)                      |                                 |                                         |
| 1982                  | «Автомобіліст» (Львів)                      | «Газовик» (Комарно)             | 1:0                                     |
| 1983                  | «Автомобіліст» (Львів) ?                    |                                 |                                         |
| 1984                  | «Спартак» (Самбір)                          | «Зірка» (Яворів)                | 2:1                                     |
| 1987                  | «Авангард» (Жидачів)                        | «Мотор» (Куликів)               | 3:2                                     |
| 1988                  | «Карпати» (Кам'янка-Бузька)                 | «Сільмаш» (Львів)               | 1:0                                     |
| 1989                  | «Авангард» (Жидачів)[джерело?]              |                                 |                                         |
| 1990                  | «Спартак» (Самбір)                          | «Медик» (Моршин)                | +:- (відмова)                           |
| 1991                  | «Спартак» (Самбір)                          | «Газовик» (Комарно)             | 7:1                                     |
| 1992                  | «Сокіл» (Львів)                             | «Думна» (Ременів)               | 0:2, 6:0                                |
| 1992/93               | «Хімік» (Сокаль)                            | «Прикарпаття» (Старий Самбір)   | 1:0, 1:1                                |
| 1993/94               | ФК «Львів»                                  | «Сокіл» (Золочів)               | 3:0, 4:1                                |
| 1994/95               | «Гарай» (Жовква)                            | «Промінь» (Самбір)              | 3:0, 3:2                                |
| 1995/96               | «Промінь» (Самбір)                          | «Будівельник» (Пустомити)       | 1:1, 1:0                                |
| 1996/97               | «Авангард» (Жидачів)                        | «Будівельник» (Пустомити)       | 1:1, 1:1 пен. 6:5                       |
| 1997/98               | «Явір» (Яворів)                             | «Скала» (Стрий)                 | 2:0, 1:1                                |
| 1998/99               | «Рочин» (Соснівка)                          | «Колос» (Городок)               | 3:2                                     |
| 2000                  | «Сокіл» (Золочів)                           | ФК «Дубляни» Самбірський р-н.   | 4:1                                     |
| 2001                  | «Цукровик» (с. Павлів)                      | «Авангард» (Жидачів)            | 3:1                                     |
| 2002                  | «Карпати» (Трускавець)                      | «Етанол-Авангард» (Сторонибаби) | 4:1                                     |
| 2003                  | «Рава-2» (Рава-Руська)                      | «Карпати» (Трускавець)          | 1:0 д.ч.                                |
| 2004                  | «Рава-2» (Рава-Руська)                      | «Карпати» (Трускавець)          | 2:0                                     |
| 2005                  | «Карпати» (Кам'янка-Бузька)                 | «Сокіл» (Суховоля)              | 2:1                                     |
| 2006                  | «Карпати» (Кам'янка-Бузька)                 | «Сокіл» (Суховоля)              | 3:1                                     |
| 2007                  | «Шахтар» (Червоноград)                      | «Рава» (Рава-Руська)            | 1:0 д.ч.                                |
| 2008                  | «Рава» (Рава-Руська)                        | «Сокіл» (Золочів)               | 2:0                                     |
| 2009                  | «Вишня» (Судова Вишня)                      | «Шахтар» (Червоноград)          | 0:0, пен. 6:5                           |
| 2010                  | «Нафтуся» (Східниця)                        | ФСК «Яворів» (Яворів)           | 2:0                                     |
| 2011                  | «Кар'єр» (с.Торчиновичі)                    | ФК «Куликів»                    | 2:0                                     |
| 2012                  | «Рух» (Винники)                             | «Карпати» (Кам'янка-Бузька)     | 1:1, пен. 3:0                           |
| 2013                  | «Шахтар» (Червоноград)                      | СКК «Демня»                     | 2:0                                     |
| 2014                  | «Рух» (Винники)                             | «Гірник» (Соснівка)             | 3:0                                     |
| 2015                  | «Рух» (Винники)                             | «Бори» (Бориничі-Ходорів)       | 1:0                                     |
| 2016                  | СКК «Демня»                                 | «Гірник» (Соснівка)             | 1:0                                     |
| 2017                  | «Юність» Верхня Білка                       | ФК «Миколаїв»                   | 1:0                                     |
| 2018                  | «Рочин» Соснівка                            | ФК «Миколаїв»                   | 2:1                                     |
| 2019                  | ФК «Миколаїв»                               | СКК «Демня»                     | 0:0 пен. 5:3                            |
| 2020                  | ФК «Миколаїв»                               | «Юність» Верхня/Нижня Білка     | 1:0                                     |
| 2021                  | Фенікс (Підмонастир)                        | ФК «Миколаїв»                   | 1:1 п.п. 5:4                            |
| 2022                  | «Юність» Верхня/Нижня Білка                 | «Темп» Відники/Зубра            | 3:1                                     |
| 2023                  | ФК «Миколаїв»                               | Фенікс (Підмонастир)            | 1:0                                     |
| 2024                  | ФСК «Гірник» Новояворівськ                  | ФК «Миколаїв»                   | 3:1                                     |

## Кубкові турніри під егідоюЛОФФ
Окрім Кубка Львівської області Федерацією футболу Львівщини розігруються:
- Суперкубок області — між чемпіоном та володарем кубка області (проводиться з 2007 року).
- Кубок Ернеста Юста — передсезонний турнір за участю як аматорських, так і професійних команд Львівщини та інших регіонів як України так і інших країн (проводиться з 2000 року).
- Кубок ліги — турнір проводився на початку століття. Зараз періодично проводиться серед команд нижчих ліг області.
- Кубок чемпіонів Львівської області — турнір за участю чемпіонів та призерів районних та міських чемпіонатів (проводиться з 2002 року).